# HMS Goliath (1781)
HMS Goliath (1781) — 74-пушечный линейный корабль третьего ранга. Первый корабль Королевского флота, названный в честь библейского Голиафа.

## Постройка
Заказан 21 февраля 1778 года. Строился на королевской верфи Дептфорд Хейсом по несколько изменённому проекту Arrogant Томаса Слейда. Получил название приказом Адмиралтейства от 19 мая 1778 года. Заложен 10 апреля 1779 года, спущен на воду 19 октября 1781 года. Достраивался с 31 октября 1781 года по 2 января 1782 года, включая обшивку медью, в Вулвиче.
29 декабря 1806 года вместе с HMS Vanguard был переклассифицирован целиком под 24-фунтовые калибры. Предполагалось иметь:
| гон-дек:  | 28 × 24-фунтовых пушек                   |
| опер-дек: | 28 × 24-фн пушек                         |
| шканцы:   | 2 × 24-фн пушки плюс 10 × 24-фн карронад |
| бак:      | 2 × 24-фн пушки плюс 4 × 24-фн карронады |

## Служба

### Американская война за независимость
Goliath был спущен на воду в разгаре Американской войны за независимость. Вступил в строй в октябре 1781 года, капитан Хайд Паркер, в Портсмуте, для службы в метрополии.
1782 — апрель, с эскадрой вице-адмирала Баррингтона; май, с эскадрой контр-адмирала Кемпенфельта; июль, с флотом Ричарда Хау, 11 сентября вышел с ним же для снятия осады Гибралтара; первый его крупный бой произошёл 20 октября у мыса Спартель, в составе флота адмирала Хау из 34 линейных кораблей, шёл головным.
1783 — апрель, выведен в резерв; тут же введён в строй повторно, как брандвахта в Портсмуте, капитан сэр Хайд Паркер; переоборудован в брандвахту только в июле, в Ширнесс.

### Служба в Канале
1786 — введён в строй, капитан Арчибальд Диксон (англ. Archibald Dickson), по-прежнему на рейде в Портсмуте. С июня 1786 по сентябрь 1787 года замена болтов обшивки в Портсмуте.
1790 — капитан Эндрю Дуглас (англ. Andrew Snape Douglas).

### Революционные войны
В феврале 1796 и в 1797 году командовал капитан сэр Чарльз Генри Ноулз (англ. Charles Henry Knowles).
1797 — 14 февраля с флотом вице-адмирала Джервиса принимал участие в битве при Сент-Винсенте, 8 раненых, убитых не имел;
март (август?), капитан Томас Фоли.
1798 — 1 августа был при Абукире, потери 21 убитыми, 41 ранеными; с эскадрой Худа под Александрией;
29 августа его шлюпки взяли французский кеч La Torride.
1799 — Средиземное море, блокада Мальты;
декабрь, выведен в резерв.
1800 — Портсмут, встал в док, с сентября средний ремонт и оснащение, по август 1801.
1801 — июнь, введён в строй, капитан Уильям Эссингтон (англ. William Essington), Флот Канала;
10 ноября вместе с HMS Elephant, HMS Captain, HMS Ganges и HMS Brunswick, отделился от флота и 26 ноября прибыл в Порт-Ройял, Ямайка.
1802 — июль, капитан Чарльз Брисбен (англ. C. Brisbane), Ямайская станция.
Летом Goliath и Calypso сопровождали конвой в Англию. 30 июля у Западных островов конвой был рассеян штормом; Calypso затонул с потерей всей команды после того, как с ним столкнулся один из «купцов». Goliath привёл вверенные ему суда в Даунс и 26 августа прибыл в Портсмут. 7 ноября Goliath поднял сигнал своему конвою на отход в Средиземное море.

### Наполеоновские войны
1803 — Вест-Индия, с эскадрой коммодора Бейтана (англ. H.W. Baytun), флагман HMS Cumberland. 28 июня у Сан-Доминго капитан Брисбен погнался за двумя кораблями, замеченными с эскадры, и ему посчастливилось с бризом настигнуть концевого, который заштилел под Моль Сен-Николя. После обмена несколькими выстрелами тот спустил флаг, и оказался корветом La Mignonne, удивительно быстрым на ходу, вооружение 16 длинных 18-фунтовых пушек (шесть из которых оставили на берегу), под командованием Capitaine de Fregate Баржо́ фр. J.P. Bargeaud, команда 80 человек. Он два дня как покинул Ле-Ке (фр. Les Cayes) и направлялся во Францию.
Накануне вечером Брисбен направил шлюпку с вооружёнными людьми за небольшой шхуной, и оказалось, что она французская, идёт из Сантьяго-де-Куба в Порт-о-Пренс с грузом сахара и где-то 2476 долларов наличными. Из вооружения на ней было 3 пушки и несколько фальконетов. Goliath вернулся в Англию в августе. 9 декабря его шлюпки атаковали французский конвой возле Ле-Сабль-д’Олон.
В январе 1804 года Goliath был выбран Адмиралтейством присоединиться к HMS Hibernia, HMS Thunderer, HMS Princess Royal, HMS Prince of Orange и HMS Raisonable для защиты побережья Ирландии. 30 января 1804 года в Плимут прибыл голландский вест-индский корабль с грузом кофе, приз Goliath. 23 марта Goliath, капитан Диксон (англ. Dixon), отверповался из Коусэнд-бей и вместе с HMS Defiance вышел присоединиться к флоту у Ферроля. Вернулся в Англию на ремонт 18 июля.
31 июля офицеры Goliath дали в честь капитана Брисбена большой ужин в трактире «Папская голова». После круга верноподданнических тостов вечер заключили распеванием «Правь, Британия» и «Боже, храни короля». В конце 1804 года он, вместе с Hibernia, Thunderer, Princess Royal, Prince of Orange и Raisonable, действовал в обороне побережья Ирландии.
1805 — капитан Роберт Бартон (англ. Robert Barton), Флот Канала. 15 августа 1805 года, направляясь в Ферроль в соответствии с приказом адмирала Корнуоллиса, полученным 11-го, Goliath встретил и захватил бриг Faune (16). Его преследовала HMS Camilla, гнавшаяся за ним с вечера накануне; он шёл с Мартиники в любую точку побережья, какой сможет достичь. У него на борту оказались 22 человека из команды HMS Blanche (36), взятой и сожжённой французской эскадрой в Вест-Индии 19 июля. Приз был отправлен в Портсмут в сопровождении Camilla.
На следующее утро, по пути в для Кабо-Приор, были замечены три паруса, явно в погоне, так что Goliath повернул и направился к ним. К 8 вечера они захватили французский корвет La Torche (18), 196 человек команды, на котором обнаружили ещё 52 из команды Blanche. 44-пушечный La Topaze бежал в сгущающуюся темноту. Другой корабль был, вероятно, Le Departement des Landes; все четыре принимали участие в захвате Blanche. Декабрь, капитан Мэтью Скотт (англ. Mattew Scott).
1806 — в резерве.
1807 — январь-март, ремонт в Плимуте; введён в строй в феврале, капитан Питер Паже́ (англ. Peter Paget), Ширнесс; август, был в экспедиции на Копенгаген.

#### Балтийское море
1808 — тот же капитан, экспедиция на Балтику; с флотом вице-адмирала Сумареса поддерживал шведов; 19 августа ушёл от погони русского флота при Ханко; 30 августа присоединился к HMS Centaur и HMS Implacable, блокируя русских в Рогервик
Ноябрь, в отстое в Чатеме.

### Англо-американская война
1812 — в отстое в Портсмуте. С марта по июль 1812 года исходно 74-пушечный Goliath в был срезан и таким образом понижен до 58-пушечного двухдечного «razée» 5 ранга и сокращением команды соответственно. Новое вооружение составило:
| гон-дек:  | 28 × длинных 32-фн пушек                 |
| опер-дек: | 28 × 42-фн карронад плюс 2 × 12-фн пушки |

1813 — июнь, капитан Фредерик Льюис Мэйтланд (англ. Frederick Lewis Maitland), Галифакс и Вест-Индская станция в течение 12 месяцев, после чего обнаружились большие неисправности.
1814 — октябрь, выведен в резерв и рассчитан в Чатеме.
В июне 1815 года отправлен на слом там же.